# Maxime Monfort
Maxime Monfort (* 14. Januar 1983 in Bastogne) ist ein belgischer Sportlicher Leiter im Straßenradsport und ehemaliger Radrennfahrer.
Als Radrennfahrer nahm Monfort 20-mal an einer der Grand Tours teil, darunter sieben Mal an der Tour de France, fünfmal am Giro d’Italia und acht Mal an der Vuelta a España. Neunzehn Mal beendete er eine große Landesrundfahrt, darunter von der Tour de France 2011 bis zum Giro d’Italia 2017 zwölfmal in Folge unter den ersten 30. Seine beste Grand-Tour-Platzierung war Rang sechs bei der Vuelta a España 2011. Er galt als vielseitiger Helfer.

## Karriere
Monfort begann seine Profikarriere 2004 bei dem belgischen Radsportteam Landbouwkrediet-Colnago, nachdem er dort im Vorjahr als Stagiaire fuhr. Gleich im ersten Jahr feierte er seinen ersten Rundfahrterfolg: Er gewann die dritte Etappe der Luxemburg-Rundfahrt und wurde Erster im Gesamtklassement.
Seinen ersten Vertrag bei einem ProTeam hatte Monfort von 2006 bis 2008 mit der französischen Mannschaft Cofidis. Er bestritt den Giro d’Italia 2006 und beendete seine erste Grand Tour als 33. Bei seiner ersten Teilnahme an der Vuelta a España im Jahre 2007 wurde er Elfter in der Gesamtwertung. Im Jahr 2008 bestritt er erstmals die Tour de France, die er auf einem 23. Rang beendete. Er nahm an den Olympischen Sommerspielen 2008 teil und belegte im Einzelzeitfahren Platz 26.
Zur Saison 2009 wechselte Monfort zum Team Columbia-High Road und wurde er belgischer Meister im Einzelzeitfahren. Er gewann für diese Mannschaft die Bayern-Rundfahrt 2010.
In den Jahren 2011 bis 2013 stand Monfort beim Team Leopard-Trek unter Vertrag. Bei der Tour de France 2011 war er Teil der Mannschaft um die luxemburgischen Brüder Andy und Fränk Schleck, die das Team als Kapitäne anführten und im Gesamtklassement die Plätze zwei und drei belegten. Er selbst wurde 29. in der Gesamtwertung. Bei der anschließenden Vuelta a España gelang Monfort mit dem sechsten Rang seine erste Top-Ten-Platzierung bei einer der drei Rundfahrten. Die Tour de France 2012 beendete er auf Platz 16, seine bis dahin besten Platzierung bei der Tour de France. Bei der Vuelta a España 2012 wurde er ebenfalls 16. Seine beste Tour-de-France-Platzierung erzielte er 2013 als 14.
Zur Saison 2014 wechselte Monfort zum Team Lotto Belisol. Er beendete den Giro d’Italia 2014 als 14. und die Vuelta a España 2014 teil als 16. Den Giro d’Italia 2015 schloss er auf dem elften Platz ab, was seine beste Karriereplatzierung bei diesem Rennen war. Bei der Vuelta a España 2015 belegte er den 27. Gesamtrang und wurde dabei auf der 19. Etappe Dritter, was seine erste Einzel-Podiumsplatzierung bei einer Etappe der drei großen Rundfahrten war. Beim Giro d’Italia 2016 wurde er 15. und bei der Vuelta a España 2016 16. In der Saison 2017 wurde er 13. des Giro d’Italia und musste die Vuelta a España 2017 wegen einer fiebrigen Erkrankung vor der 18. Etappe aufgeben. Dies war das erste Mal, dass er eine der drei großen Rundfahrten nicht beenden konnte. Die Vuelta a España 2018 beendete er auf dem 42. Rang. Seine letzte Tour de France bestritt Monfort 2019 und wurde 142.
Monfort bestritt mit der Famenne Ardenne Classic am 6. Oktober 2019 sein letztes Radrennen seiner Karriere und wechselte mit sofortiger Wirkung in die sportlicher Leitung seines Lotto-Soudal-Teams.

## Erfolge
2004
- Gesamtwertung und eine Etappe Luxemburg-Rundfahrt

2009
- Belgischer Meister – Einzelzeitfahren

2010
- Gesamtwertung und eine Etappe Bayern-Rundfahrt

2011
- Mannschaftszeitfahren Vuelta a España

## Grand-Tour-Platzierungen
| Grand Tour            | 2006 | 2007 | 2008 | 2009 | 2010 | 2011 | 2012 | 2013 | 2014 | 2015 | 2016 | 2017 | 2018 | 2019 |
| --------------------- | ---- | ---- | ---- | ---- | ---- | ---- | ---- | ---- | ---- | ---- | ---- | ---- | ---- | ---- |
| Giro d’ItaliaGiro     | 33   | –    | –    | –    | –    | –    | –    | –    | 14   | 11   | 15   | 13   | –    | –    |
| Tour de FranceTour    | –    | –    | 23   | 28   | 55   | 29   | 16   | 14   | –    | –    | –    | –    | –    | 142  |
| Vuelta a EspañaVuelta | –    | 11   | –    | –    | –    | 6    | 16   | –    | 16   | 27   | 16   | DNF  | 42   | –    |